# Vincent René-Lortie
Vincent René-Lortie (* um 1994 in Montreal, Québec) ist ein kanadischer Filmregisseur und Drehbuchautor.

## Leben und Wirken
René-Lortie stammt aus Montreal. Sein Vater ist Professor für Sozialarbeit, seine Mutter Krankenschwester. Bei seinem Wunsch, in der Filmbranche tätig zu sein, wurde er bereits früh von seinen Eltern unterstützt. Er besuchte die Mel Hoppenheim School of Cinema der Concordia University in Montreal und erwarb einen Abschluss in Filmproduktion.
René-Lorties erster Kurzfilm, Not Delivered, erschien 2014. Es folgten weitere Kurzfilme, außerdem führte er bei diversen Musikvideos Regie, für die er 2021 und 2022 jeweils für einen Juno Award in der Kategorie Video of the Year nominiert war. 2016 gründete er die Produktionsfirma Telescope gemeinsam mit Samuel Caron und Alexandre Nour. 2022 wurde er mit den YoungGuns International Award, einer Auszeichnung für unter 30-Jährige in der Werbe- und Kommunikationsbranche, ausgezeichnet. Seine Filme haben einen Schwerpunkt auf persönliche Themen wie Kindheit oder mentale Gesundheit.
Sein 2022 erschienener Kurzfilm Unbesiegbar erhielt 2024 eine Oscarnominierung in der Kategorie Bester Kurzfilm.

## Filmografie
- 2014: Not Delivered (Kurzfilm)
- 2016: Days of Eva (Kurzfilm)
- 2017: La volière (Kurzfilm)
- 2019: The Man Who Traveled Nowhere In Time (Kurzfilm)
- 2021: Sit Still (Kurzfilm)
- 2022: Unbesiegbar (Kurzfilm)